# 士年纳站
士年纳站位于马来西亚柔佛州的士年纳，落成于19世纪和在2009年关闭并拆除，因为这里不属于金马士新山双轨铁路计划的一部分。